# 基蘇瓦拉區
13°42′S 73°06′W / 13.700°S 73.100°W
基蘇瓦拉區（西班牙語：Distrito de Kishuara），是秘魯的一個區，位於該國南部阿普里馬克大區的安達韋拉斯省，始建於1944年1月20日，面積309.9平方公里，海拔高度3,665米，2005年人口7,884，人口密度每平方公里25人。